# ليو هنتر
ليو هنتر (بالإنجليزية: Lew Hunter)‏ هو كاتب سيناريو أمريكي، ولد في 18 يوليو 1935 في نبراسكا في الولايات المتحدة.

## وصلات خارجية
- ليو هنتر على موقع IMDb (الإنجليزية)
- ليو هنتر على موقع ألو سيني (الفرنسية)
- ليو هنتر على موقع أول موفي (الإنجليزية)
- ليو هنتر على موقع قاعدة بيانات الفيلم (الإنجليزية)